# Твинсберг Хајтс (Охајо)
Твинсберг Хајтс (енгл. Twinsburg Heights) насељено је место без административног статуса у америчкој савезној држави Охајо.

## Демографија
По попису из 2010. године број становника је 925.
| Група             | 2000.    | 2010.       |
| Белци             | 0 (0,0%) | 93 (10,1%)  |
| Афроамериканци    | 0 (0,0%) | 759 (82,1%) |
| Азијати           | 0 (0,0%) | 3 (0,3%)    |
| Хиспаноамериканци | 0 (0,0%) | 15 (1,6%)   |
| Укупно            | 0        | 925         |